# Maltesische Badmintonmeisterschaft 2017
Die Maltesische Badmintonmeisterschaft 2017 fand am 5. und am 27. April 2017 in Cottonera und Kirkop statt.

## Sieger und Platzierte
| Disziplin    | Gold                                    | Silber                                   | Bronze                                       |
| ------------ | --------------------------------------- | ---------------------------------------- | -------------------------------------------- |
| Herreneinzel | Matthew Abela                           | Stefan Salomone                          | Nigel Degaetano                              |
| Herreneinzel | Matthew Abela                           | Stefan Salomone                          | Kenneth Vella                                |
| Dameneinzel  | Fiorella Marie Sadowski                 | Sarah Fava                               | Tiziana Mifsud                               |
| Dameneinzel  | Fiorella Marie Sadowski                 | Sarah Fava                               | Yanika Polidano                              |
| Herrendoppel | Samuel Cali Stefan Salomone             | Ivan Salomone Robert Salomone            | Nigel Degaetano Stephen Ferrante             |
| Herrendoppel | Samuel Cali Stefan Salomone             | Ivan Salomone Robert Salomone            | Matthew Abela Owen Grech                     |
| Damendoppel  | Yanika Polidano Fiorella Marie Sadowski | Jo'anne Cassar Sarah Fava                | Tiziana Mifsud Klara Therese O'berg          |
| Damendoppel  | Yanika Polidano Fiorella Marie Sadowski | Jo'anne Cassar Sarah Fava                | Alisha Gauci Azzopardi Sarah Gauci Azzopardi |
| Mixed        | Stefan Salomone Klara Therese O'berg    | Stephen Ferrante Fiorella Marie Sadowski | Sam Cassar Jo'anne Cassar                    |
| Mixed        | Stefan Salomone Klara Therese O'berg    | Stephen Ferrante Fiorella Marie Sadowski | Robert Salomone Tiziana Mifsud               |